# Гусиха (Вологодская область)
Гусиха — деревня в Тарногском районе Вологодской области.
Входит в состав Заборского сельского поселения, с точки зрения административно-территориального деления — в Заборский сельсовет.
Расстояние по автодороге до районного центра Тарногского Городка — 27 км, до центра муниципального образования Красного — 4,5 км. Ближайшие населённые пункты — Олискино, Квашнинская, Куревино.
По переписи 2002 года население — 50 человек (19 мужчин, 31 женщина). Всё население — русские.